# Oratorio di Sant'Andrea a Ponte Milvio

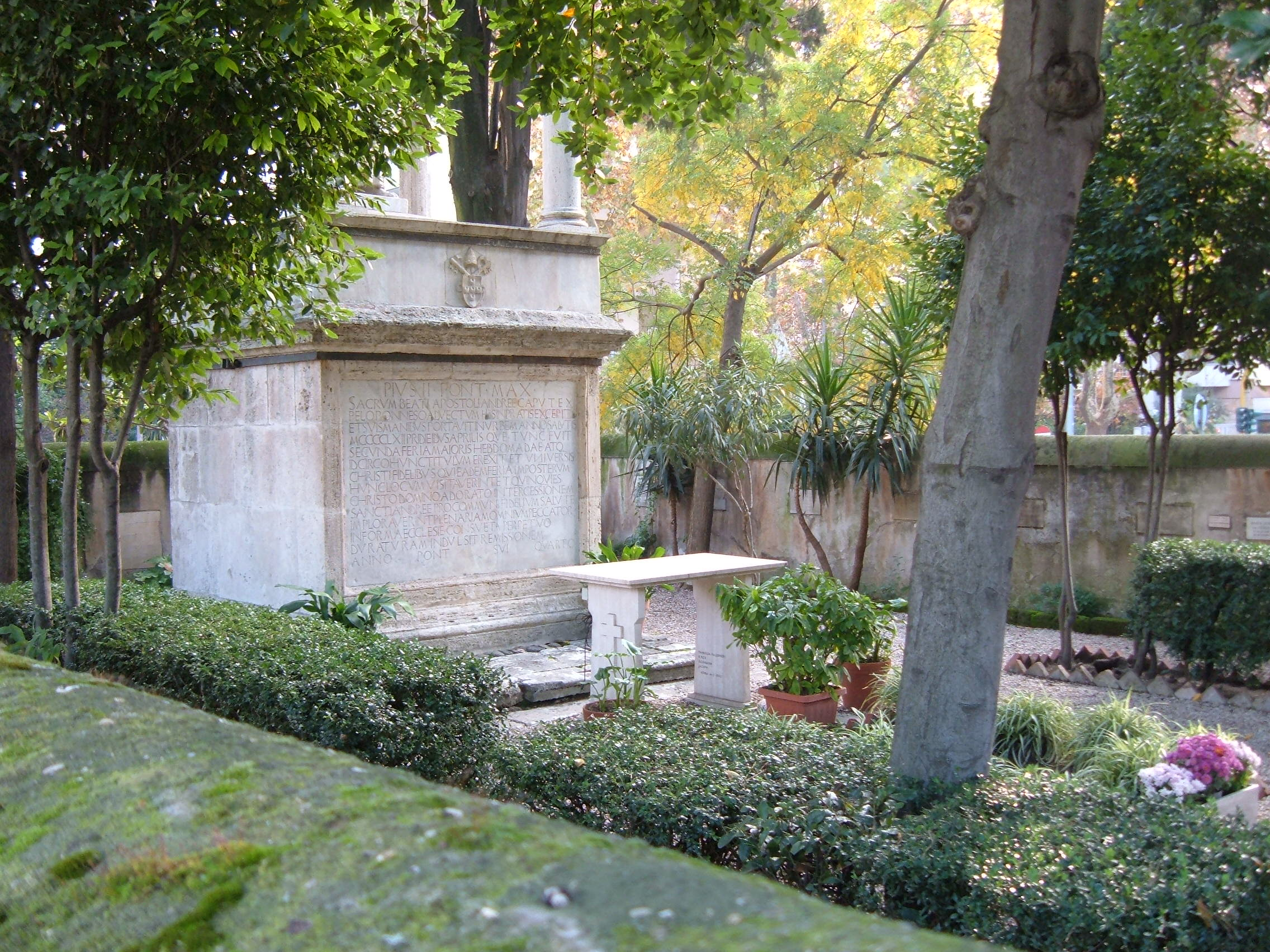
Ex cimitero dell'oratorio

Sant'Andrea a Ponte Milvio, o anche Sant'Andrea a Ponte Molle, è un oratorio che si trova nel quartiere Flaminio a Roma, sulla via Flaminia, poco prima che la strada arrivi a ponte Milvio.

## Storia
Fu costruito accanto ad un'edicola con la statua di sant'Andrea, eretto da Pio II in memoria della cerimonia che si tenne qui l'11 aprile 1462, quando il Papa si recò incontro al cardinale Bessarione che portava la testa dell'apostolo Andrea.  La reliquia era stata salvata da Tommaso Paleologo, despota di Patrasso, che era fuggito per evitare i turchi. Era quindi giunta ad Ancona, da dove era stata portata a Narni via terra e da qui lungo il Tevere era giunta a ponte Milvio.  Anche la vicina chiesa di Sant'Andrea a via Flaminia fu edificata a memoria degli stessi avvenimenti. Dal ponte Milvio partì poi un corteo che condusse la reliquia nella basilica di San Pietro.
Il piccolo oratorio a pianta rettangolare risale anch'esso al XV secolo e fu edificato subito dopo l'edicola. Sull'ingresso dell'oratorio c'è l'arma del cardinale Piccolomini, nipote di Pio II.
Nel 1566 Pio V concesse l'oratorio all'arciconfraternita della Trinità dei Pellegrini. La chiesetta è circondata da un piccolo cimitero, destinato ai forestieri che fossero morti a Roma durante il pellegrinaggio nella città santa, e che risale anch'esso al periodo appena successivo a quello di costruzione dell'edicola. Del cimitero restano alcune lapidi murarie, ed un ossario, il cui accesso si trova proprio al centro del piccolo giardino.
Oggi la chiesa è un luogo sussidiario di culto della parrocchia di Santa Croce a via Flaminia.

## L'edicola
L'edicola, con basamento in travertino e quattro colonnette di alabastro con capitelli ionici e basi attiche, viene attribuita a Francesco del Borgo. Sotto la copertura, costituita da una cupoletta, ospita la statua di sant'Andrea scolpita da Paolo Taccone nel 1463. Secondo Armellini gli autori della statua sono invece Varrone e Niccolò entrambi da Firenze, allievi del Filarete. Anche Vasari attribuisce la statua ai due fiorentini.
L'edicola fu distrutta da un fulmine nel 1866, e ricostruita pochi anni dopo con alterazioni.